# ماوريسيو دياز
ماوريسيو دياز (بالإسبانية: Mauricio Díaz) هو منافس ألعاب قوى تشيلي، ولد في 7 أغسطس 1968.

## وصلات خارجية
- ماوريسيو دياز على موقع الاتحاد الدولي لألعاب القوى (الإنجليزية)
- ماوريسيو دياز على موقع أوليمبيديا (الإنجليزية)